# Leimuiden
Leimuiden is een Nederlands dorp in de Zuid-Hollandse gemeente Kaag en Braassem. Leimuiden ligt tussen de Braassemermeer en de Westeinderplassen aan de Ringvaart en de Drecht. Leimuiden ligt midden in het Groene Hart ten noorden van Alphen aan den Rijn.

## Etymologie
Liethemuton, Leijthemuthe, Leithemutta,  Leithemutha, Leiche Muthon, Laymuien, Leimuijen, Lemuyden, Leijmuijden, Leymuiden of Leimuiden, heeft de betekenis van: de monding van de Lede, Lei of Liethe. Het is niet zeker of de rivier de Lede daadwerkelijk hier, of verder noordelijk (ter plaatse van het toenmalige eiland Beinsdorp) heeft gelopen, en dat de bewoners daar, na overstroming van hun woongebied zijn vertrokken naar de locatie van het huidige Leimuiden.
Divers kaartmateriaal uit de 17e eeuw laat een watertje, Oude Leymuyden genoemd, evenwijdig aan de Herenweg uitmondend in de Drecht, zien.

## Geografie

### Topografie
Het dorp ligt ten noorden van de oude veen-rivier de Drecht. Ten oosten van Leimuiden liggen de Westeinderplassen en de buurtschap Vriezekoop, ten zuidoosten ligt de Wassenaarsche Polder, ten zuidwesten het Braassemermeer. Ten noorden ligt de Haarlemmermeerpolder, aan de andere kant van de Ringvaart. De provinciale weg N207 gaat over de Ringvaart. Via de provinciale weg is er toegang tot snelwegen A4 en A44 via knooppunt Burgerveen. Aan de Haarlemmermeerse kant van de brug ligt het dorp Leimuiderbrug. Leimuiden ligt in de Grietpolder en de Groote Heilige-Geestpolder.
De bebouwde kom van Leimuiden is te bereiken uit noordelijke richting via de brug over de Ringvaart van de Haarlemmermeerpolder, uit zuidelijke richting via de Drechtbrug en de tolbrug over de Drecht, vanuit oostelijke richting over de Herenweg en Vriezekoop. Daarnaast is er nog een pontveerverbinding met Oude Wetering waar zowel fietsers als voetgangers en automobilisten gebruik van maken. Leimuiden valt sinds 2008 binnen de toen herstelde eroev van Amsterdam door de plaatsing van twee 6 meter hoge palen met daartussen een gespannen draad nabij de Drechtbrug.
Door de ligging ten zuiden van Schiphol ervaren veel mensen hinder van verkeers- en vrachtvliegtuigen. In de Rietlanden is dan ook een meetpunt voor NOMOS ingericht, het systeem dat Schiphol gebruikt om het geluid van vliegverkeer te analyseren. In 2019 is de vluchtroute rond Leimuiden verlegd.

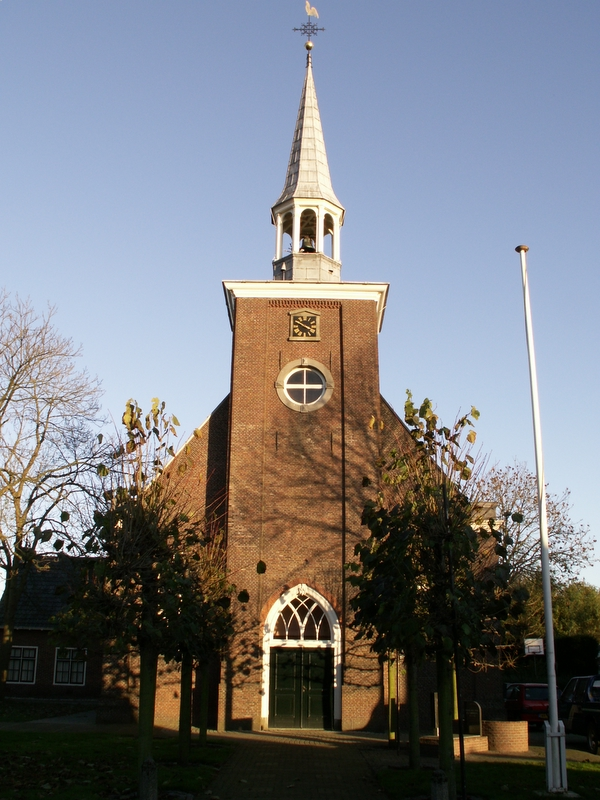
Dorpskerk (hervormd)
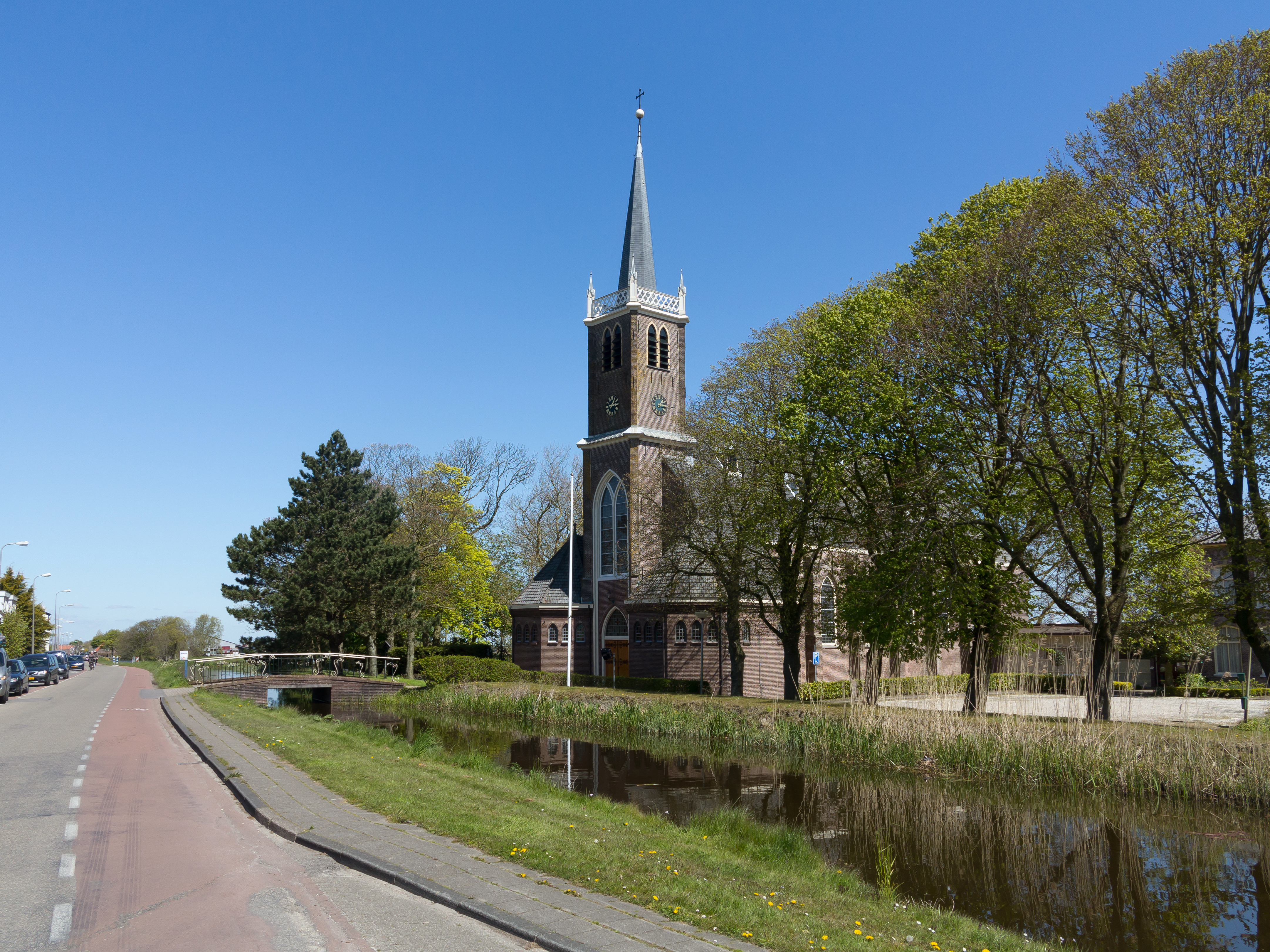
Johannes de Doperkerk

### Hoogte
Het hoogste egale grondvlak van Leimuiden bevindt zich op provinciale weg N207, ongeveer gelijk met NAP. Het dorp "op de heuvel" (Noordeinde-Dokter Stapenséastraat-Burgemeester Bakhuizenlaan-Dorpsstraat) ligt circa 0,5 meter onder NAP. De ontpolderde gebieden zijn tussen de 4,0 en 4,5 meter onder NAP. 

### Klimaat
Leimuiden ligt in een gebied met een gematigd zeeklimaat, waarbij de weerpatronen sterk worden beïnvloed door de nabijheid van de Noordzee in het westen en de daarmee gepaard gaande noordwestenwinden en stormen. Daarnaast is de nabijheid van grote waterpartijen zoals de Braassemermeer en de Westeinderplassen vaak oorzaak van kleine schommelingen ten opzichte van de omgeving. De wintertemperaturen zijn er mild; gemiddeld boven nul, al is vorst niet ongewoon tijdens vlagen van oostelijke of noordoostelijke wind vanuit het Europese binnenland, zoals uit Scandinavië, Rusland en zelfs Siberië. De zomers zijn er warm, maar zelden heet.

## Geschiedenis
Vanuit de noordelijke grens van het Romeinse Rijk, de Limes zijn kolonisten, ter hoogte van het toen al door de Romeinen verlaten Albaniana fort te Alphen aan den Rijn in noordelijke richting begonnen aan de ontginning van het moerasachtige deltagebied (opgedeeld in copen), her en der nederzettingen stichtend.
Er ontstond infrastructuur, onder andere de Herenweg, die lange tijd als handelsroute fungeerde tussen de plaatsen Alphen aan den Rijn en Amsterdam. Ook zijn er later door afgraving en droogmaling polders ontstaan.
Bij de kruising van de Herenweg met de Drecht ontstond het dorp Leimuiden.
Het gedeelte van de Herenweg in Leimuiden heet inmiddels achtereenvolgens Willem van der Veldenweg, Dorpsstraat, Dokter Stapenséastraat en Burgemeester Bakhuizenlaan. Buiten Leimuiden loopt de Herenweg in oostelijke richting langs de Westeinderplassen, en in Zuidelijke richting via Rijnsaterwoude naar Alphen aan den Rijn.
De inwoners van onder andere Leimuiden, Warmond, Oude Wetering en de Kaag gingen in Leimuiden naar de kerk die bestond uit een houten kapel. Zij maakten hierbij gebruik van paden door de moerassige rietlanden, waarbij een springstok onontbeerlijk was, of ze kwamen per boot. Deze kerkenpaden sloten aan op de Herenweg. Voor de kerk liep een kerkvaart, die in open verbinding stond met de Drecht. Leimuiden ontstond dus ter plaatse van deze kruising van paden en wateren.

### 10e - 11e eeuw
In enkele rekeningen van de Graven van Holland, uit 1040 komt de naam Liethemuton al voor. Daarna wordt Leimuiden voor het eerst genoemd in 1063. De 21e bisschop van Utrecht, Willem I (Willem van Gelre), geeft in een oorkonde van 28 december van dat jaar, de abt van Echternach het recht op de helft van de opbrengsten van enkele kerken in Holland. In deze oorkonde worden onder andere de volgende kerken genoemd:
- Liethemuton (Leimuiden)
- Asclekerwald (Esselijkerwoude = Woubrugge) en
- Rinsaterwald (Rijnsaterwoude)

### 12e - 16e eeuw
In 1156 komt Leijthemuthe opnieuw voor in een schrijven, deze keer een brief, waarin Gerardus, ook een abt van Echternach, opnieuw afstand doet van bovengenoemde kerken en kapellen, gericht aan graaf van Holland: Diederik VI.
In de 12e of de 13e eeuw wordt de houten kapel vervangen door een stenen exemplaar.

### 17e en 18e eeuw
Via de Drecht gaan veel schepen vanuit de Rijn naar Amsterdam, dit is dan nog een kortere route dan via Haarlem en Spaarndam. Ook via de bovengenoemde Herenweg is veel verkeer, tussen Amsterdam, Alphen aan den Rijn, Gouda en Rotterdam. Het verhaal gaat dat de Schepenen van Haarlem zijn geïnfiltreerd in het bestuur van Leimuiden, waarna zij bewust een versmalling in de doorvaart aanbrengen. Hierdoor gaat de scheepvaart voortaan via andere routes, en lopen de inkomsten voor Leimuiden terug.
Leimuiden was eigendom van het geslacht Wassenaar van Warmond. In 1666 wordt door Johan van Wassenaar een begin gemaakt met de drooglegging van de Wassenaarse polder, direct ten zuidoosten van Leimuiden. Deze polder werd in 1678 in gebruik genomen. Hierna is het gebied geërfd door Fransiscus Paulus Emilius, graaf van Oultremont en Warfusée en Maria Isabella van Beijeren van Schagen, gravin van Warfusée.
Ten slotte werd Leimuiden op 13 maart 1728, tezamen met de Vriezekoop, voor 42.000 gulden gekocht door de burgemeester van Amsterdam, Mr. Lieve Geelvinck, ten behoeve van de stad.

### 19e en 20e eeuw

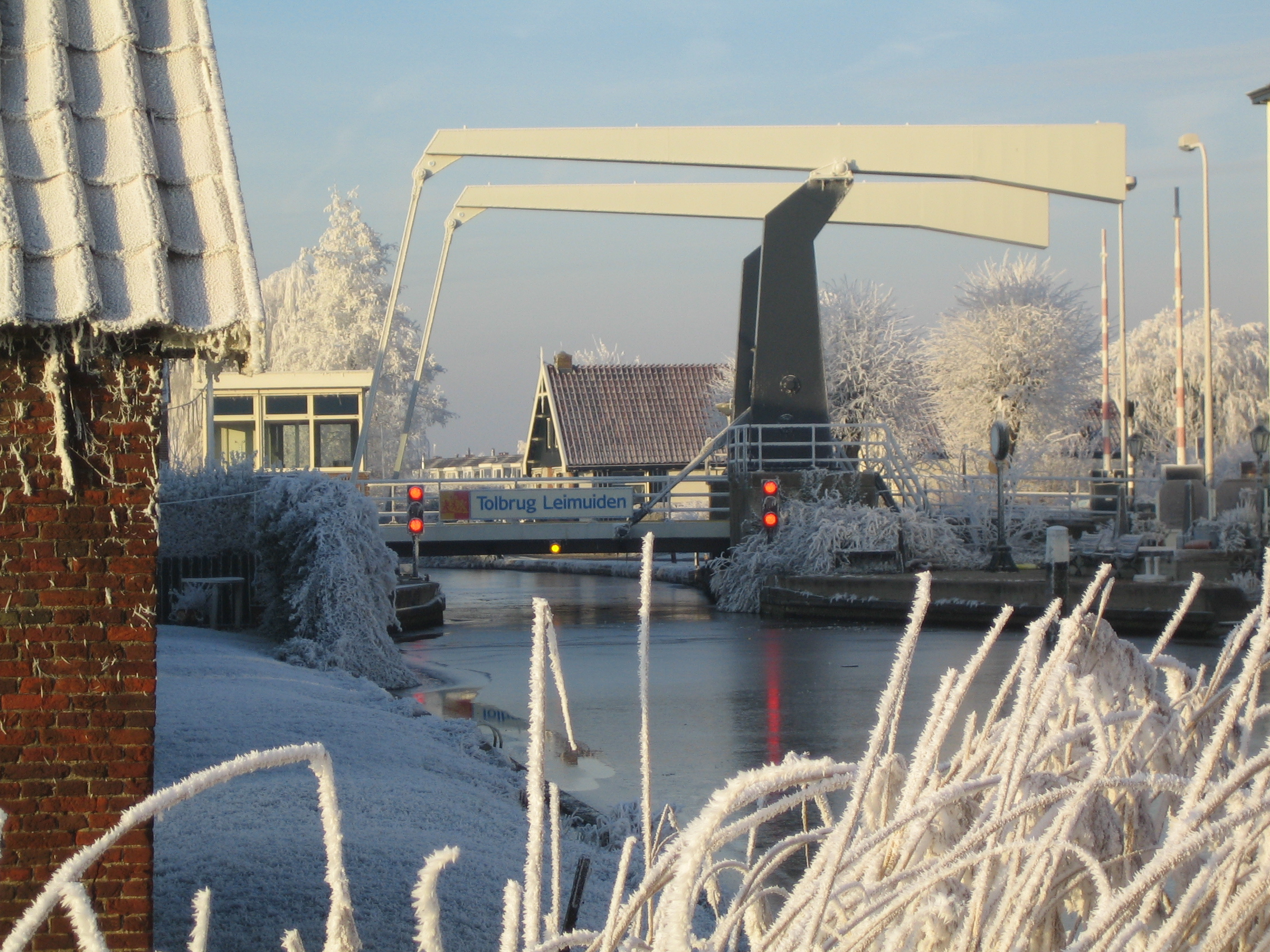
Tolbrug Leimuiden, winter 2007

Op 17 september 1806 wordt de huidige Dorpskerk in gebruik genomen, nadat in 1772 het oude gebouw was afgekeurd.
Bij de splitsing van het gewest Holland werd Leimuiden in 1840 ondergebracht bij Noord-Holland. Rond 1850 werd het Haarlemmermeer drooggelegd en dit gebied, dat tussen Noord- en Zuid-Holland in lag, werd toegewezen aan Noord-Holland. Om Zuid-Holland tevreden te stellen kreeg het Leimuiden en een klein deel van Aalsmeer van Noord-Holland.
In 1861 wordt begonnen met het vervangen van de vaste houten brug over de Drecht, de Hoge Brug genoemd, door een draaibrug. Deze draaibrug komt op 1 januari 1862 gereed, en wordt er voor het eerst tol geheven. De tol wordt door de gemeente geheven tot 14 november 1953, toen de vaste brug in de N207 in gebruik werd genomen.
Tijdens de Tweede Wereldoorlog was er een plaatselijk hoofdkwartier van de Duitsers in Leimuiden. In de Grote Heilige Geestpolder waren mortierstellingen en bij Weteringbrug werd een tankgracht aangelegd. Op 2 augustus 1940 werd bij door de RAF uitgevoerde bombardementen sluizen en bruggen bij Leimuiden getroffen. Op 24 februari 1945 werd wederom door de RAF een aanval uitgevoerd op een baggerschuit die zij aanzagen voor een Duits transportschip, waarbij meerdere omwonenden en een toevallige passant het leven verloren. De brug over de Ringvaart (toen nog vanaf het Noordeinde, tot 9 april 1952 Noorderweg geheten) werd op 18 maart 1945 door Duitse troepen opgeblazen.
Van 1912 tot 1935 had de Spoorlijn Hoofddorp - Leiden Heerensingel in Leimuiderbrug een station Leimuiden. Het stationsgebouw werd in 1952 gesloopt.
Langs de Ringvaart werd in juni 1984 officieel de woonwijk en recreatiepark Meerewijck geopend met een beschutte jachthaven.

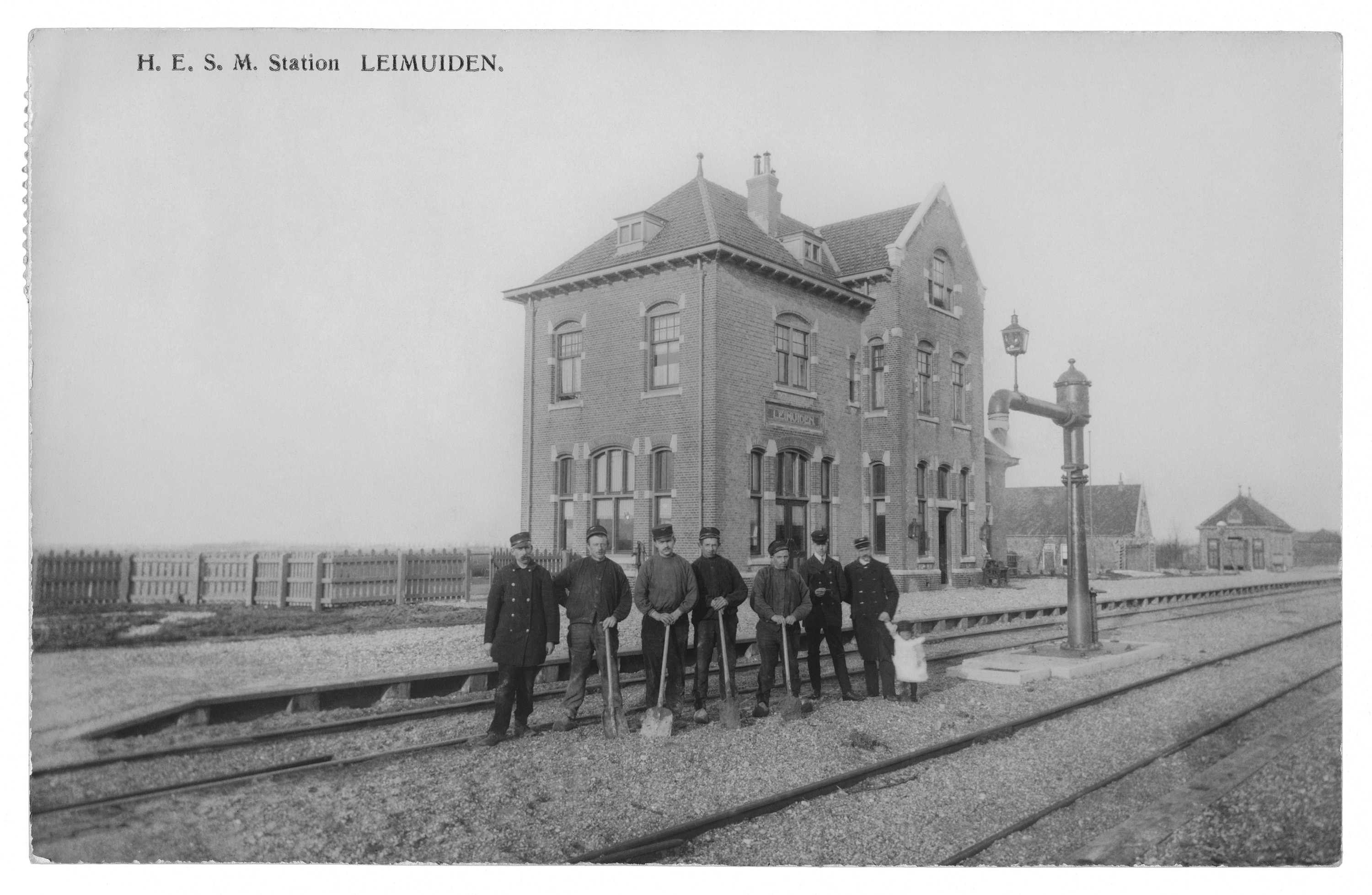
Station H.E.S.M. (Leimuiden)

Op 1 januari 1991 fuseerde de gemeente Leimuiden met enkele buurtgemeenten tot Jacobswoude.

### 21e eeuw
Aan de westzijde van Leimuiden komt een nieuwbouwplan gereed en staan verschillende anderen nieuwbouwplannen in de planning. Ook in de planning staat een nieuw dorpscentrum waarbij een haven wordt aangelegd. Op 1 januari 2009 ging de gemeente Jacobswoude, waar Leimuiden vanaf 1991 toe behoorde, op in de nieuwe gemeente Kaag en Braassem.

## Economie en voorzieningen

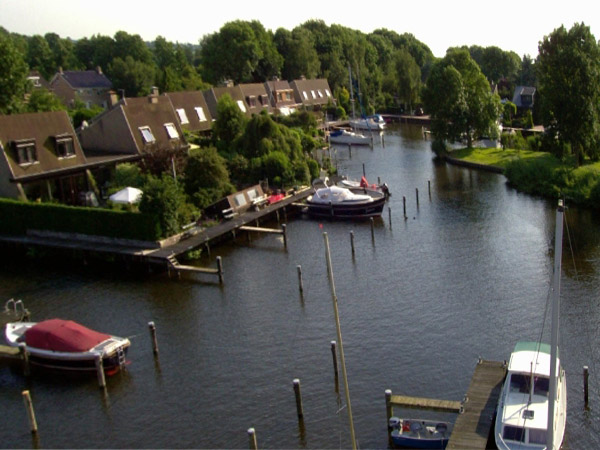
Waterrecreatie in Leimuiden

- Leimuiden kent één basisschool, IKC De Lei. Het nieuwe pand is in december 2020 in gebruik genomen.
- Een honderdtal bedrijven in onder andere de agrarische sector, zakelijke dienstverlening, horeca en metaalbewerking is actief in en rond het dorp en op het 12 ha grote bedrijventerrein de Drechthoek.
- Omdat het dorp Leimuiden in het midden ligt van het Zuid-Hollandse plassengebied, als het ware omarmd door Westeinderplassen, Braassemermeer en Kagerplassen, is waterrecreatie een belangrijke factor voor de bewoners en het toerisme.

## Bekende Leimuidenaren
- Wim Brussen (1943-2017), orkestleider
- Michael Buskermolen (1972), voetballer
- Bob de Jong (1976), schaatser
- Hans van der Meer (1955), fotograaf